# Alvydas Pazdrazdis
Alvydas Pazdrazdis (nacido el 20 de julio de 1972 en Kretinga, Lituania) es un  exjugador de baloncesto lituano. Con 1.95 de estatura, su puesto natural en la cancha era el de alero. Fue medalla de bronce con Lituania en los Juegos Olímpicos de Barcelona de 1992.

## Trayectoria
- Universidad de McNeese State (1995-1997)
- Statyba Vilnius (1991-1992)
- Neptūnas Klaipėda (1997-1999)
- Sakalai Vilnius (1999-2000)